# 지방도 제355호선
지방도 제355호선은 경기도 김포시 양촌읍 대포리와 김포시 하성면 마근포리를 잇는 경기도의 지방도이다.
인천 시계부터 시작되며 한강신도시와 양촌읍을 남북으로 지나는 것이 특징이다. 2014년 3월 통진읍 고정리까지 개설되었으며 이후 하성면 마근포리까지 구간은 도로가 개설되지 않았다.

## 연혁
- 2005년 3월 28일 : 지방도 제355호선을 새로 지정[1]
- 2014년 3월 31일 : 김포시 통진읍 도사리 ~ 고정리 2.998km 구간 개통[2]

## 주요 경유지
- 김포시
  - 양촌읍 대포리 인천시계 - (양촌산업단지입구) - 구래육교 - 구래골입구 교차로
  - 구래동 구래골입구 교차로 - 변전소사거리 - 구래삼거리 - 구래역사거리 - 한가람사거리 - 오라니마을사거리 - 대벽입구 교차로
  - 양촌읍 양곡우회도로사거리 - 주공입구 교차로 - 양곡1교 - 양흥1교 - 흥신 교차로 - 신촌교 - 흥신리
  - 통진읍 도사리 - 마송초교 교차로 - 서암리 - 고정리 - (미개통 구간 : 귀전리)
  - 하성면 (미개통 구간 : 가금리 - 마근포리)

## 중복 구간
- 김포시 양촌읍 양곡우회도로사거리 ~ 주공입구 교차로 : 지방도 제356호선과 중복

## 도로명
- 김포시 양촌읍 대포리 인천시계 ~ 구래동 변전소사거리 : 봉수대로
- 김포시 구래동 변전소사거리 ~ 구래삼거리 : 김포한강3로
- 김포시 구래동 구래삼거리 ~ 오라니마을사거리 : 김포한강7로
- 김포시 구래동 오라니마을사거리 ~ 대벽입구 교차로 : 김포한강5로
- 김포시 구래동 대벽입구 교차로 ~ 양촌읍 주공입구 교차로 : 양곡4로
- 김포시 양촌읍 주공입구 교차로 ~ 통진읍 마송초교 교차로 : 흥신로
- 김포시 통진읍 마송초교 교차로 ~ 고정리 : 서암고정로